# Frank Chamizo
Frank Chamizo Márquez (Matanzas, 10 de julio de 1992) es un deportista italiano, de origen cubano, que compite en lucha libre.
Participó en los Juegos Olímpicos de Río de Janeiro 2016, obteniendo una medalla de bronce en la categoría de 65 kg. En los Juegos Europeos de Bakú 2015 obtuvo la medalla de plata en la categoría de 65 kg.
Ganó cinco medallas en el Campeonato Mundial de Lucha entre los años 2010 y 2022, y nueve medallas en el Campeonato Europeo de Lucha entre los años 2016 y 2024.

## Palmarés internacional
| Representando a Cuba   |                            |                   |           |
| Campeonato Mundial     |                            |                   |           |
| Año                    | Lugar                      | Medalla           | Categoría |
| 2010                   | Moscú (Rusia)              | Medalla de bronce | 55 kg     |
| Representando a Italia |                            |                   |           |
| Juegos Olímpicos       |                            |                   |           |
| Año                    | Lugar                      | Medalla           | Categoría |
| 2016                   | Río de Janeiro (Brasil)    | Medalla de bronce | 65 kg     |
| Campeonato Mundial     |                            |                   |           |
| Año                    | Lugar                      | Medalla           | Categoría |
| 2015                   | Las Vegas (Estados Unidos) | Medalla de oro    | 65 kg     |
| 2017                   | París (Francia)            | Medalla de oro    | 70 kg     |
| 2019                   | Nursultán (Kazajistán)     | Medalla de plata  | 74 kg     |
| 2022                   | Belgrado (Serbia)          | Medalla de bronce | 74 kg     |
| Juegos Europeos        |                            |                   |           |
| Año                    | Lugar                      | Medalla           | Categoría |
| 2015                   | Bakú (Azerbaiyán)          | Medalla de plata  | 65 kg     |
| Campeonato Europeo     |                            |                   |           |
| Año                    | Lugar                      | Medalla           | Categoría |
| 2016                   | Riga (Letonia)             | Medalla de oro    | 65 kg     |
| 2017                   | Novi Sad (Serbia)          | Medalla de oro    | 70 kg     |
| 2018                   | Kaspisk (Rusia)            | Medalla de bronce | 74 kg     |
| 2019                   | Bucarest (Rumania)         | Medalla de oro    | 74 kg     |
| 2020                   | Roma (Italia)              | Medalla de oro    | 74 kg     |
| 2021                   | Varsovia (Polonia)         | Medalla de bronce | 74 kg     |
| 2022                   | Budapest (Hungría)         | Medalla de plata  | 74 kg     |
| 2023                   | Zagreb (Croacia)           | Medalla de plata  | 74 kg     |
| 2024                   | Bucarest (Rumania)         | Medalla de bronce | 79 kg     |